# Шуэн, Мария Эмилия де
Мария Эмилия Жоли де Шуэн, известна как мадемуазель де Шуэн (фр. Marie Émilie Thérèse de Joly de Choin; 2 августа 1670, Бурк-ан-Брес — 14 апреля 1732, Париж) — французская дворянка, морганатическая супруга наследника престола Людовика Великого Дофина.

## Биография
Дочь Гийома Клода де Жюли, барона де Шуэна и его супруги Анны Клеманс де Бонн; состояла фрейлиной при принцессе Марии Анне де Бурбон, узаконенной дочери короля Людовика XIV и его фаворитки Луизы Франсуазы де Лавальер.
В 1690 году она привлекла внимание наследника престола Людовика Великого и стала его любовницей. В 1694 году они узаконили свои отношения, заключив морганатический брак, при этом она не получила титул дофины. Считается, что у пары не было детей или был сын, умерший в детстве.
Супруги проживали в Мёдонском дворце, при этом она принимала гостей мужа, среди которых были члены королевской семьи и знатные аристократы.
После смерти своего супруга в апреле 1711 года, покинула Мёдонский замок и уехала в Париж, где прожила до самой смерти, получая пенсию из королевской казны, которую тратила на благотворительность.
Скончалась 14 апреля 1732 года в возрасте 61 года.